# Dušan Čaplovič
Dušan Čaplovič, né le 18 septembre 1946 à Bratislava (Tchécoslovaquie) et mort le 6 mars 2025, est un homme politique slovaque membre de Direction - Social-démocratie (SMER-SD).

## Biographie
Dusan Caplovic est élu député au Conseil national de la République slovaque en 2002. Quatre ans plus tard, le 4 juillet 2006, il est nommé vice-président du gouvernement, chargé de la Société de la connaissance, des Affaires européennes, des Droits de l'Homme et des Minorités dans le premier gouvernement du président du gouvernement social-démocrate Robert Fico.
À l'issue de son mandat, il est réélu député aux élections législatives de 2010. Il retourne au gouvernement le 4 avril 2012, en tant que ministre de l'Éducation, de la Science, de la Recherche et des Sports. Il démissionne le 3 juillet 2014.